# Sgonico
Sgonico (en esloveno Zgonik) es un municipio italiano de la provincia de Trieste, muy cerca de la frontera con Eslovenia.

## Datos básicos
- Su término municipal se extiende en un territorio de 31 kilómetros cuadrados.
- Su población es de alrededor de 2200 habitantes.
- Es un municipio bilingüe italiano - esloveno.

## Turismo
En el municipio de Sgonico se encuentra la Cueva gigante (ital. Grotta gigante), que merece sin duda una visita. Lugares muy característicos de la zona son las "osmizze", cuyo origen procede del Imperio Austro-húngaro.

## Etimología
En 1784 el emperador Josef II permitió a los campesinos de vender vino y productos agrícolas por su cuenta, durante ocho días. El nombre osmica viene justo de la palabra eslovena "osem", ocho. La taberna osmizza está señalada por una rama de hiedra colgada, y en dicho lugar se puede beber el vino típico "Terrano" comiendo jamón, queso y huevos frescos.

## Evolución demográfica
| Gráfica de evolución demográfica de Sgonico entre 1861 y 2001 |
|                                                               |
| Fuente ISTAT - elaboración gráfica de Wikipedia               |

- Datos: Q16939
- Multimedia: Sgonico / Q16939

1. ↑  Worldpostalcodes.org, código postal n.º 34010.
2. ↑  «Codici Catastali». Comuni-italiani.it (en italiano). Consultado el 29 de abril de 2017.